# 吴畦
吴畦（9世纪—923年）字正祥。安固人，唐朝末年进士、官员，至后唐时期逝世。
山阴吴翥之后。大中十三年（859年）及第，初授河南节度判官，治黄河有功。与令狐滈交往。因镇压黄巢之乱有功，拜谏议大夫，出京為润州刺史。乾宁二年（895年），浙东节度使董昌在越州邀吴畦归附，遭到拒绝。乾宁四年（896年），归隐白云山下。后唐同光元年（923年）正月十四日，卒。